# Большое Голубско
Большое Го́лубско — деревня в Плюсском районе Псковской области России.
За 200 метров от въезда в деревню находится воинское захоронение (братская могила времен Великой Отечественной войны). В связи с большим количеством лип в деревне активно развито пчеловодство[уточнить].

## География
Расположена в 53 км к северо-западу от райцентра Плюсса, в 4,8 км к северо-западу от волостного центра Ляды. Северо-западнее (в 1 км) находится деревня Малое Голубско.

## Население
| 2001 | 2002 | 2010 |
| ---- | ---- | ---- |
| 3    | ↘2   | ↘1   |

В летнее время в деревню приезжает до 25 человек[уточнить].